# Гроти острова Зміїний

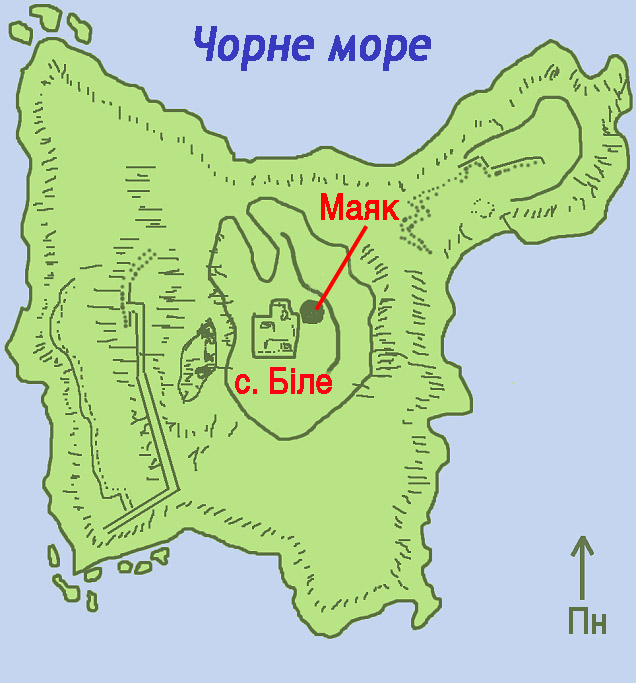
Острів Зміїний

На острові Зміїний було зареєстровано 8 гротів, що мають довжину/глибину понад 5 м, під час інвентаризації, проведеної К. К. Проніним.
| № п/п  | Назва гроту      | Індекс | Довжина, м | Площа, м2 | Об'єм, м3 |
| ------ | ---------------- | ------ | ---------- | --------- | --------- |
| 1      | Велика розщелина | П-10   | 42         | 42        | 224       |
| 2      | –                | П-12   | 13         | 5         | 7         |
| 3      | Великий          | П-9    | 11         | 99        | 783       |
| 4      | –                | П-6    | 11         | 8         | 12        |
| 5      | –                | П-7    | 7          | 11        | 47        |
| 6      | –                | П-13   | 7          | 6         | 4         |
| 7      | –                | П-8    | 6          | 9         | 40        |
| 8      | –                | П-11   | 6          | 6         | 5         |
| Всього |                  |        | 103        | 186       | 1122      |

## «Велика розщелина» (П- 10)
Найбільший грот острова, розташований на південному березі острова. Грот є розширеною гравітаційними процесами тектонічною тріщиною, тобто є гравітаційно-тектонічною порожниною. Ширина ходу в середньому дорівнює 80-90 см, на привходових ділянках збільшується. Ширина тріщини у кінці ходу, де зберігся мілоніт — 50-70 см. Висота гроту досягає 9 м, але зазвичай складає 8 м. 
Стіни гроту не несуть слідів обробки їх водою, за винятком нижніх частин на деяких ділянках. Дно грота покрите брилами, валунами, рідко галькою. У гроті є багато слідів перебування людей. Тут зустрічаються такі цікаві речі як «валуни» з електромоторів, дисків від автомобільних коліс і інших великих металевих деталей, виточених морем об якнайміцніші стіни грота.

## Грот П-12
Розташований на західному березі острова Зміїний. Це єдиний грот острова, який знаходиться на відмітці 10-15 м н.р.м. Цей грот є гравітаційно-тектонічною порожниною. У кінці переходить в непрохідну тріщину. 
Людям він добре відомий, використовувався як сучасна схованка (у нім ховалися збіглі солдати).

## Грот «Великий» (П- 9)
Розташований в невеликій бухті на південному мису острова, на рівні моря. Він утворився в результаті вивалу блоку за системою тріщин. Грот є широкою і високою порожниною, в центральній частині якої лежить величезний блок породи розмірами 5×7×6 м (з 783 м3 об'єму гроту 210 м3 займає ця брила). Стіни гроту вище за рівень моря не несуть слідів дії води. Але під водою, в нижній частині гроту, стіни досить сильно згладжені абразійними процесами (уламками породи під час хвилювання моря).
У привходовій частині грот затоплений морем до глибини 5 м, далі дно підвищується. У порожнину можна заходити на човні.

## Грот П-6
Розташований на північно-західному мисі острова, є гравітаційно-тектонічною порожниною — тектонічною тріщиною, розширеною процесами обповзання, орієнтованою приблизно з півночі на південь. Наприкінці грот переходить у вузькі непрохідні тріщини. Догори він також звужується, перетворюючись на закриту тріщину.
На дні гроту видно слабко обкатані валуни і галька вміщуючих порід. На відстані 4 м від входу грот затоплений морем. Глибина води на вході до гроту досягає 2 м.

## Грот П-13
Розташований на західному березі острова Зміїний. Знаходиться на абсолютній відмітці 9 м (на 1,5 м нижче грота П- 12) і є гравітаційно-тектонічною порожниною. З'єднується з гротом П- 12 отвором шириною 15 см і заввишки 1,5 м.

## Гроти П-7 і П-8
Розташовані у прямовисному урвищі на рівні моря на західному березі, в 15 м один від одного. Генетично вони аналогічні. Це гравітаційно-тектонічні порожнини. Нижня підводна частина гротів в результаті абразійних процесів розширена і обточена. Обидва закінчуються дуже вузькими тріщинами.
Орієнтування гротів приблизно захід-схід. Висота їх складає по 9 м, з них 4 м знаходиться під водою. У далекій частині глибина води зменшується до 2 м. На дні гротів видно обкатані валуни і галька.

## Грот П-11
Гравітаційно-тектонічна порожнина, розташована на південному березі острова Зміїний. Тектонічна тріщина, по якій закладена порожнина, розширена процесами обповзання, орієнтована з південного сходу на північний захід. У кінцевій частині переходить у непрохідну тріщину. По стінках сочиться прісна вода.